# Оружие массового поражения Сирии
Сирийская Арабская Республика является участником Договора о нераспространении ядерного оружия и реализует национальную мирную ядерную программу. До последнего времени САР являлась одним из немногих государств, не подписавших Конвенцию о запрещении химического оружия 1993 года и, хотя официально отрицала наличие химического оружия в своих арсеналах,
по оценкам западных экспертов, располагала значительными запасами химического и биологического оружия.
Впервые официальные власти САР признали наличие у страны химического оружия 23 июля 2012 года. Сирия подписала Конвенцию о запрещении химического оружия 13 сентября 2013 года. Официальное присоединение САР к Конвенции состоялось по истечении 30-дневного срока, 13 октября 2013 года. По состоянию на 10 июля 2015 года все заявленные властями САР запасы химического оружия и материалов для его производства были вывезены с территории страны и 98,8 % их были уничтожены. Вместе с тем, оставались сложности с ликвидацией объектов по производству боевых отравляющих веществ в Сирии, что было вызвано крайне сложной ситуацией с безопасностью в стране, находящейся в состоянии гражданской войны.

## Химическое оружие Сирии и его ликвидация
Хотя Сирия до июля 2012 года не признавала официально своей программы создания химического оружия, некоторые сирийские чиновники и ранее неофициально заявляли, что считают целесообразным иметь его в качестве сдерживающего фактора против Израиля с учётом вероятного наличия у последнего ядерного оружия. По оценкам ЦРУ, Сирия в состоянии производить зарин, иприт, табун и VX в объёме до нескольких сот тонн в год и располагает пятью фабриками по производству боевых отравляющих веществ (в Аль-Сафире, Латакии, Пальмире, Хаме и Хомсе).
26 июля 2007 года произошёл взрыв на складе оружия близ Алеппо, в результате которого погибло по меньшей мере 15 сирийцев. Власти Сирии заявили, что этот взрыв был случайным и никак не связан с химическим оружием. В то же время американский журнал Jane's Defence Weekly высказал версию, что взрыв произошёл, когда иранские и сирийские военнослужащие пытались оснастить баллистическую ракету типа Р-17 боеголовкой, снаряжённой ипритом.
Существуют оценки Center for Strategic and International Studies (Anthony H. Cordesman) на 2000 год, согласно которым запасы химического оружия Сирии (включая зарин, VX и отравляющие вещества кожно-нарывного действия) составляли до 500—1000 тонн.
Впервые официальные власти САР признали наличие у страны химического оружия 23 июля 2012 года.
21 августа 2013 года в СМИ появились сообщения о применении газа зарин в пригороде Дамаска Восточной Гуте. В результате химической атаки, по сообщениям, погибли от 600 до 1,3 тыс. человек. Власти Сирии и оппозиция отвергали обвинения в проведении химической атаки, возлагая ответственность друг на друга. США обвинили правительственные силы в осуществлении атаки. Франция и США при поддержке ряда арабских государств серьёзно рассматривали вопрос о нанесении ударов по Сирии. Президент США Барак Обама неоднократно заявлял, что применение в Сирии химического оружия будет рассматриваться как переход через «красную линию», после которого международное сообщество будет обязано вмешаться в ситуацию. 29 августа на заседании Совбеза ООН Россия и Китай наложили вето на соответствующий проект резолюции.
10 сентября по итогам переговоров в Москве Сергея Лаврова и министра иностранных дел Сирии Валида Муаллема Сирия согласилась присоединиться к конвенции о запрещении химического оружия, поставить свои запасы химического оружия под международный контроль и уничтожить запасы химического оружия к 2014 году. 13 сентября президент Асад подписал документ о присоединении страны к конвенции о запрещении химического оружия. Спустя три дня Сирия представила Организации по запрещению химического оружия (ОЗХО) всю информацию о боевых отравляющих веществах на ее территории. 14 сентября в Женеве Сергей Лавров и Джон Керри достигли рамочной договорённости об уничтожении сирийского химического оружия до середины 2014 года. 27 сентября Совбез ООН единогласно принял соответствующую резолюцию, а 14 октября Сирия стала 190-м членом ОЗХО.
В октябре 2013 года началось частичное уничтожение химического оружия Сирии. 15 ноября исполнительный совет Организации по запрещению химического оружия (ОЗХО) утвердил детальный план действий по ликвидации сирийского химического оружия.
Всего власти САР задекларировали 23 объекта с химическим оружием. Согласно докладу генерального директора Организации по запрещению химического оружия Ахмета Узюмджю, на этих объектах функционировало 41 сооружение, включая 18 цехов по производству химического оружия, 12 складов его хранения, 8 передвижных комплексов для снаряжения боеприпасов боевыми отравляющими веществами, а также три иных объекта, связанных с химическим оружием. В докладе отмечается, что на объектах с химическим оружием САР хранилось около 1,3 тыс. тонн боевых отравляющих веществ и прекурсоров, а также более 1,2 тыс. неснаряженных носителей, в частности ракет и миномётных мин.
27 декабря в Москве эксперты из России, США, Китая, Сирии, Норвегии, Дании и ООН обсудили организацию безопасного вывоза химического оружия. Первая его партия покинула Сирию на датском судне 7 января 2014 года.
По состоянию на 24 апреля 2014 года, было вывезено (или уничтожено) более 90 % химического оружия Сирии. Вывоз из страны всего заявленного химического оружия САР был завершён 23 июня 2014 года.
С 7 июля по 13 августа в Средиземном море на борту американского судна Cape Ray были уничтожены наиболее опасные химикаты. В январе 2015 года в Сирии начали ликвидировать объекты по производству и хранению химоружия.
В августе 2015 года был учреждён совместный механизм ООН и ОЗХО по расследованию случаев применения химического оружия. 4 января 2016 года ОЗХО подтвердила завершение процесса уничтожения химического оружия, заявленного правительством Сирии. 12 объектов по его производству предполагалось уничтожить до конца 2015 года, однако в связи с осложнением ситуации по состоянию на сентябрь 2016 года специалисты ОЗХО ещё не были в состоянии подтвердить ликвидацию всех объектов.

### Применение в ходе гражданской войны
2013
По сообщениям сирийского правительственного информационного агентства SANA, 19 марта 2013 года в районе Алеппо боевики применили химическое оружие, выпустив из района Нейраб содержащую химические вещества ракету по району Хан-аль-Асаль.
В свою очередь, повстанцы обвинили в химической атаке правительственные войска.
В результате этой атаки погибли 15 человек, большинство из которых — мирные жители; в дальнейшем количество погибших увеличилось до 16 человек, ещё около ста пострадали. Тип отравляющего вещества не упоминался, однако при вдыхании оно вызывало удушье, конвульсии и смерть.
Поскольку представители оппозиции обвинили в применении химического оружия правительство Сирии, правительство САР обратилось к ООН с просьбой провести расследование этого случая, однако ООН потребовала для своих экспертов неограниченный доступ в любую точку Сирии, включая военные и секретные объекты, и право на опрос свидетелей по своему усмотрению. Правительство Сирии на такие условия не согласилось. При этом руководство России (ранее поддержавшее обвинения правительства Сирии) обвинило ООН. В конце марта газета Sunday Times сообщила, что, по результатам анализа проб почвы, контрабандно вывезенных из Алеппо, «причиной трагедии … стал новейший слезоточивый газ».
В июле 2013 года представитель России в ООН Виталий Чуркин ознакомил её генерального секретаря Пан Ги Муна «с результатами проверки, проведенной работавшими в Сирии российскими экспертами». По их мнению, «химическое оружие в окрестностях Алеппо применили повстанцы, а не сторонники Башара Асада». При этом администрация США настаивала на том, что зарин в городке Хан-аль-Ассаль применили правительственные войска, и обвинила Москву в «предвзятости», напомнив, что Россия поддерживает сирийский режим.
В начале апреля газета Times сообщила, что результаты анализа грунта, ранее взятого на окраине Дамаска, свидетельствуют о применении химического оружия. По словам члена комиссии ООН по расследованию нарушений прав человека в Сирии Карлы дель Понте, комиссия располагает сведениями о том, что антиправительственные силы применяли зарин. Позднее руководитель комиссии бразильский дипломат Пауло Пинейро, сообщил журналистам, что у комиссии нет однозначных доказательств того, какие именно химические вещества были применены и использовали ли их повстанцы или правительственные войска. 4 июня министр иностранных дел Франции Лоран Фабиус заявил, основываясь на результатах проведённого французской стороной расследования, что химическое оружие применяли войска Асада.
В мае российские информационные агентства сообщили со ссылкой на турецкие источники, что сотрудники спецслужб Турции задержали на юге страны 12 человек, имевших при себе газ зарин и принадлежавших к одной из сирийских оппозиционных группировок, предположительно «Фронт ан-Нусра». Позже эти сообщения были опровергнуты Турцией. В июле посол Турции в России сообщил, что после тщательной проверки выяснилось, что предполагаемых боевиков задержали не с зарином, а с антифризом.
2 июня «РИА Новости» сообщило со ссылкой на сирийских военных, что в ходе операции против боевиков в городе Хама сирийской армией был обнаружен тайник с отравляющим газом зарином.
19 июня представители командования «Сирийской свободной армии» сообщили о применении химического оружия правительственными войсками и «Хезболлой» в ходе боёв в городе Замалка под Дамаском. В этот же день президент США Барак Обама заявил, что «Вашингтон располагает свидетельством применения химического оружия правительственными войсками».
26 июня США и Великобритания «предоставили комиссии ООН доказательства по меньшей мере 10 случаев использования химического оружия властями Сирии». В отличие от России, представившей 9 июля в комиссию свои доказательства о применении оппозицией химического оружия в марте в г. Хан-аль-Ассаль, западные страны не нашли доказательств его применения оппозицией.
В начале августа сирийская оппозиция и правозащитные организации обвинили правительственные войска в применении «ядовитых газов» во время осады пригородов Дамаска Думы и Адры 5 августа 2013 года.
Международная организация «Врачи без границ» объявила, что утром 21 августа в три столичные больницы поступило около 3600 сирийцев с признаками нейротоксикоза, при этом 355 человек скончались от химического отравления. Организация не указала, с чьей стороны могло быть применено химическое оружие.
2015
В середине июля появились сведения от источников формирований самообороны Рожава (YPG) о том, что в ходе боёв против них в районе города Аль-Хасака, в июне этого же года, группировкой «Исламского государства» было применено химическое оружие неопознанного состава. По словам официального представителя YPG Редура Халиля, последствий для пострадавших удалось избежать благодаря своевременно оказанной медицинской помощи. Впоследствии факт применения химоружия боевиками ИГ против сирийских курдов был подтверждён в ходе расследования, проведённого двумя независимыми исследовательскими организациями из Великобритании.
2016
8 марта формирования YPG заявили, что силы сирийской оппозиции во время начавшегося в конце февраля перемирия применили против них в районе Шах-Масуд г. Алеппо химическое оружие — хлор в газовых баллонах, выстреливаемых из самодельных артиллерийских орудий — газомётов.
3 августа была проведена химическая атака по жилому кварталу в восточной части Алеппо. Квартал был обстрелян из района Суккари, который контролировали боевики группировки «Харакят Нур ад-Дин аз-Зинки». В результате применения отравляющих веществ погибли 7 человек, ещё более 20 сирийцев попали в госпитали.
Министерство обороны Российской Федерации заявило о применении 30 октября боевиками боеприпасов с хлором и белым фосфором против правительственных войск.
2017
4 апреля население города Хан-Шейхун, расположенного на юге сирийской провинции Идлиб, подверглось массированному воздействию отравляющих веществ (предположительно, зарина; в то же время официальный представитель МО России генерал-майор Игорь Конашенков заявил, что «симптомы отравления пострадавших в Хан-Шейхуне на видеокадрах в социальных сетях точно такие, как осенью прошлого года в Алеппо», где, по данным МО России, применялся хлор). Президенты США и Франции Дональд Трамп и Франсуа Олланд, федеральный канцлер Германии Ангела Меркель, генеральный секретарь Совета Европы Турбьёрн Ягланд, а также генеральный секретарь НАТО Йенс Столтенберг обвинили сирийские правительственные силы в применении химического оружия во время бомбардировки Хан-Шейхуна. Сирия и Россия отрицают применение химического оружия ВВС САР, утверждая, что самолёты лишь разбомбили цеха по производству химического оружия на территории подконтрольной боевикам базы хранения боеприпасов у восточной окраины города. Сирийские официальные власти возлагают ответственность за химическую атаку в Хан-Шейхуне на местное подразделение террористической организации «Аль-Каида». По данным ВОЗ, в результате химической атаки 4 апреля погибло 84 человека, в том числе 27 детей, и пострадало ещё 545 человек.
19 апреля Организация по запрещению химического оружия после проведения лабораторных исследований подтвердила факт применения химического оружия в провинции Идлиб. Согласно результатам двух независимых экспертиз в двух лабораториях, во время химической атаки (или в результате распространения отравляющих веществ, вызванного разрушением производственной площадки по их изготовлению / склада, на котором они хранились) произошло поражение населения зарином либо другим нервно-паралитическим ОВ. На это было указано в отчёте ОЗХО, размещённом на её официальном сайте.
12 апреля агентство SANA распространило заявление командования Вооружённых Сил САР о том, что боевые самолёты возглавляемой США антитеррористической коалиции нанесли удар по складам «Исламского государства» в деревне к востоку от города Дейр-эз-Зор, где хранились ядовитые вещества (предположительно, кустарно изготовленные хлорсодержащие соединения), в результате чего погибли сотни людей. Отдел информации политического управлении министерства обороны САР дополнительно сообщил, что удар пришёлся на район, где наблюдается значительное скопление террористов преимущественно иностранного происхождения, причём в результате удара погибло большое количество как террористов, так и мирных жителей.
В свою очередь, в штабе операции «Непоколебимая решимость» официально заявили, что 12 апреля боевая авиация коалиции вообще не наносила ударов по целям в районе Дейр-эз-Зора, а сирийские сообщения об этом, скорее всего, являются намеренной дезинформацией.
4 апреля 2017 года стало известно о химической атаке в сирийском городе Хан-Шейхун, жертвами которой стали более 80 человек. США обвинили в нападении власти Сирии, и 7 апреля по приказу президента США Дональда Трампа американские военные корабли из акватории Средиземного моря нанесли массированный ракетный удар по сирийской авиабазе Эш-Шайрат (провинция Хомс, 40 км от города Хомса). В России этот удар назвали агрессией против суверенного государства.
26 октября в Совете Безопасности ООН был распространён доклад совместного механизма ОЗХО-ООН по расследованию случаев применения химического оружия в Сирии. В докладе говорилось, что за использование зарина в сирийском городе Хан-Шейхун несет ответственность Сирийская Арабская республика, а за атаку в населённом пункте Ум-Хош в сентябре 2016 года с использованием сернистого иприта ответственность несёт ИГ. Российская сторона оценила доклад как любительский и основанный на предположениях и избирательном использовании фактов.
18 ноября механизм по расследованию химических атак в Сирии прекратил свое существование, поскольку Совет Безопасности ООН не смог договориться о продлении мандата экспертов, расследовавших применение химического оружия. Россия наложила вето на американский проект резолюции. В свою очередь, семь стран отказались поддержать предложенный Россией, Боливией и Китаем вариант резолюции.

## Биологическое оружие
Консультант НАТО по биологическому оружию доктор Джилл Деккер в своем интервью 2007 года отметила, что, по её оценкам, Сирия ведёт разработки в областях ботулизма, оспы, сибирской язвы, туляремии, холеры, чумы, вирусов Camelpox и рицина, используя при этом помощь российских специалистов. Сирия подписала Конвенцию о запрещении бактериологического оружия 14 апреля 1972 года, но до сих пор не ратифицировала её.

## Ядерная программа Сирии

### Открытая ядерная программа
Сирия является участником Договора о нераспространении ядерного оружия и неоднократно пыталась приобрести небольшие ядерные реакторы в исследовательских целях в КНР, России, Аргентине и других странах. Несмотря на то, что эти попытки осуществлялись под контролем МАГАТЭ, под давлением мирового сообщества Сирия отменила своё решение о приобретении реакторов. Сирия имеет открытую программу ядерных исследований под контролем МАГАТЭ на миниатюрном реакторе китайского производства. 26 ноября 2008 года Совет Управляющих МАГАТЭ принял решение оказать техническую помощь Сирии, несмотря на заявления ряда западных стран, что Сирия имеет тайную ядерную программу, которая может иметь военный характер. Китай, Россия и ряд развивающихся стран в этой связи подвергли критике политику «политического вмешательства» стран Запада, обвинив их в препятствовании Сирии в развитии собственной атомной энергетики. Высокопоставленные специалисты по атомной энергии аппарата ООН также обвинили западные страны в бездоказательных обвинениях в адрес Сирии.

### Ядерный реактор и его уничтожение

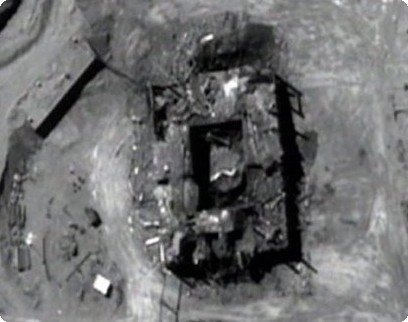
Спутниковое фото разрушенного объекта

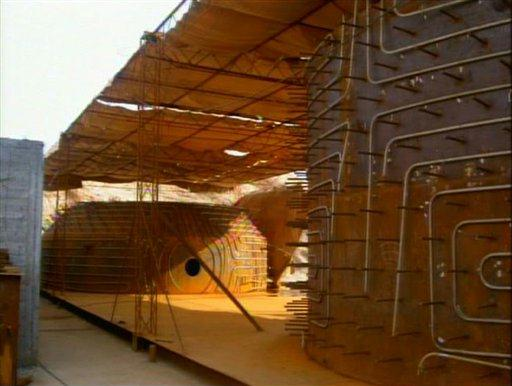
Фото предполагаемого строящегося реактора (из разведывательных источников)

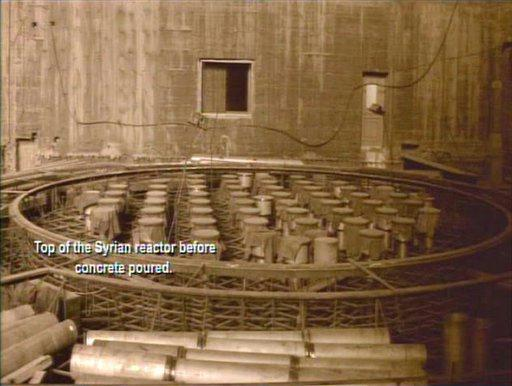
Фото предполагаемого реактора и топливных каналов (из разведывательных источников)

6 сентября 2007 года ВВС Израиля разбомбили в Сирии объект, который, предположительно, был строящимся ядерным реактором. Представители американского разведывательного сообщества заявили в этой связи о малой вероятности того, что разбомблённый объект являлся ядерным реактором. В западной прессе утверждалось, что атака Израиля является реакцией на прибытие в Сирию груза из Северной Кореи, который мог быть реактором для создания ядерного оружия. 24 октября 2007 года американский Институт науки и международной безопасности выпустил доклад, в котором объект в сирийской мухафазе Дейр-эз-Зор был охарактеризован как предположительный ядерный реактор. В этом докладе также было высказано предположение о сходстве между предполагаемым сирийским реактором и ядерным центром КНДР в Йонбене, но отмечено, что слишком рано делать окончательные выводы. 25 октября 2007 года западные СМИ сообщили, что развалины разбомблённого объекта были полностью демонтированы и вывезены.
Шесть месяцев спустя, 24 апреля 2008 года, администрация Д. Буша заявила Конгрессу и МАГАТЭ, что правительство США «убеждено», будто Сирия строила «скрытый ядерный реактор», который «не был предназначен для мирных целей». В ходе брифинга были обнародованы спутниковые фотографии разбомблённого здания, а также другие его снимки из разведывательных источников.

### Реакция в мире на операцию Израиля
23 июня 2008 года инспекторы МАГАТЭ были допущены для посещения объекта в Дейр-эз-Зор (также известном как Аль-Кибар), им было разрешено взять пробы грунта. 19 ноября 2008 года в опубликованном докладе МАГАТЭ было отмечено, что в Аль-Кибар найдено «значительное число природных частиц урана», которые образуются в результате химической обработки, но, тем не менее, инспекторы МАГАТЭ не нашли достаточных доказательств того, что Сирия разрабатывает ядерное оружие. Некоторые американские ядерные эксперты размышляли о сходстве предполагаемого сирийского реактора и реактора КНДР в Йонбене, но генеральный директор МАГАТЭ Эль-Барадеи отметил, что «был уран, но это не значит, что был реактор». Эль-Барадеи высказал недовольство США и Израилем, которые предоставили МАГАТЭ только фотографии разбомблённого объекта в Сирии, и призвал проявлять осторожность в отношении суждений о ядерной программе Сирии, напомнив о ложных заявлениях США о наличии у иракского режима Саддама Хусейна оружия массового уничтожения. Россия, Китай, Иран и ряд неприсоединившихся стран также поддержали позицию Сирии по данному вопросу, несмотря на давление со стороны Соединённых Штатов.
Джозеф Сиринсионе, эксперт по распространению ядерного оружия и глава вашингтонского Ploughshares Fund, прокомментировал в этой связи: «Мы должны научиться извлекать уроки из прошлого и быть очень осторожными при оценке разведкой из США оружия других стран». Сирия осудила «изготовление и подделку фактов» в отношении инцидента с объектом Аль-Кибар.
Генеральный директор МАГАТЭ Мохаммед эль-Барадеи выразил сожаление, что информация по данному вопросу не была предоставлена его ведомству ранее. Сирия отказалась позволить представителям МАГАТЭ посетить другие свои военные объекты, утверждая, что чрезмерная открытость в данной сфере будет только способствовать США привлекать к Сирии внимание международного сообщества. При этом власти САР заявили, что будут добровольно сотрудничать с МАГАТЭ в ещё большей степени, но «не за счёт раскрытия наших военных объектов или причинения угрозы нашей национальной безопасности».
После этого в течение трёх лет руководство Сирии отказывалось предоставить МАГАТЭ какую-либо информацию об объекте Аль-Кибар. 24 мая 2011 года генеральный директор МАГАТЭ Ю. Амано опубликовал доклад, содержащий вывод, что разрушенное здание в Сирии «весьма вероятно» было ядерным реактором, который Сирия была обязана открыть для контроля МАГАТЭ. 9 июня 2011 года Совет Управляющих МАГАТЭ счёл это нарушением со стороны Сирии и принял решение поставить в известность Совет Безопасности ООН. Решение было принято 17 голосами против 6, при 11 воздержавшихся.

## Средства доставки
По данным Национального центра авиационной и космической разведки США в 2009 году Сирия располагала ракетами Р-17 (по терминологии НАТО — SS-1c SCUD-B) и «Точка» (по терминологии НАТО — SS-21 Scarab A), в количестве около 100 пусковых установок. Кроме того, Сирия располагает артиллерией и ракетами на самолётах своих ВВС.